# Canet (Hérault)
Canet település Franciaországban, Hérault megyében. Lakosainak száma 3600 fő (2022. január 1.). Canet Aspiran, Brignac, Clermont-l’Hérault, Nébian, Le Pouget, Pouzols, Saint-André-de-Sangonis és Tressan községekkel határos.

## Népesség
A település népességének változása:
| Lakosok száma | 1022 | 1206 | 1402 | 2868 | 3484 | 3502 | 3503 | 3506 | 3540 | 3600 |
|               | 1968 | 1982 | 1990 | 2006 | 2013 | 2015 | 2017 | 2019 | 2020 | 2022 |